# 巴尔斯瓦贾杭格伊尔普尔
巴尔斯瓦贾杭格伊尔普尔（Bhalswa Jahangir Pur），是印度德里North West县的一个城镇。总人口151427（2001年）。

## 人口
该地2001年总人口151427人，其中男性83289人，女性68138人；0—6岁人口26079人，其中男13566人，女12513人；识字率59.45%，其中男性为66.81%，女性为50.45%。